# アビー (企業)
アビー株式会社（あびー、英名Abee Corporation）は、かつて神奈川県横浜市に本社を持ち、主に自作パソコン向けPCケースや電源ユニット等のPCパーツの販売を行っていた企業。

## 概要
パソコンおよび関連機器メーカーのソルダム（2008年（平成20年）倒産、星野アイエヌジーに移管）に参加し、取締役企画室長をしていた坂口信貴がソルダムを退社後2004年（平成16年）設立。
2013年から子会社オープンキューブの企画・生産により3Dプリンターの発売を開始。翌2014年には3Dプリンターの企画・開発・販売をアビーに統合。そして光造形法の3Dプリンターを低価格で発売。
その後はモバイルバッテリーなどの周辺機器中心へと移行し、PCケースは在庫品のみとなって一部パーツショップ及び通販サイトに限り発売するようになった。
2018年（平成30年）12月18日、横浜地裁において破産手続き開始決定を受けた。負債額は約一億四千万円。破産管財人を通じ、アビーの登録商標及び同社の製品の製造・サポートは、株式会社コンピューケース・ジャパンへ移譲された。2019年（令和元年）現在、モバイルバッテリーがメーカー名を替えた状態で発売されているが、今後のPCケースなどの発売については不明。
アビーは2020年1月17日に法人格が消滅した。その後、コンピューケース・ジャパン社が一部Abee製品の商標を継承、2021年には4年ぶりにAbeeブランドのPCケースが発売された。

## 主な事業
- PC、PCパーツ、PC関連商品の企画、開発、販売
- PC関連プロダクトデザインの企画、設計、製作

## 主な商品

### PCケース
- AS Enclosureシリーズ
- smartシリーズ
- acubicシリーズ
- METHODシリーズ

### PCケースオプション
- NANO TEK FAN

### 周辺機器
- HDDケース: AS Silencer

### 電源ユニット
- Supremerシリーズ
- ZESTシリーズ
- ACアダプタ

### 3Dプリンター
- SCOOVO X9H
- SCOOVO MA30
- SCOOVO MA10

### モバイルアクセサリ
- スマートフォン用アルミジャケット